# Donald Weingarten
Donald Henry Weingarten (* 16. Februar 1945 in Boston, Massachusetts) ist ein US-amerikanischer theoretischer Physiker.
Weingarten studierte an der Columbia University Physik mit dem Bachelor-Abschluss 1965 und der Promotion 1970. Als Post-Doktorand war er von 1969 bis 1971 am Fermilab und 1971 bis 1973 am Niels-Bohr-Institut. 1973/74 war er an der Universität Paris-Süd und danach bis 1976 an der University of Rochester. 1976 wurde er Assistant Professor und 1983 Professor an der Indiana University, was er bis 1984 blieb. Ab 1983 war er am Thomas J. Watson Research Center von IBM.
Er ist für die Entwicklung von Algorithmen und deren Hardware-Implementierung in der Gittereichtheorie bekannt, die zur Berechnung von Hadronmassen und speziell der Glueballmasse führten. Er verließ zu diesem Zweck 1983 die Universität von Indiana, um mit Monty Denneau und anderen Computerarchitekten bei IBM einen Spezial-Parallelcomputer für Gitterrechnungen in der QCD zu bauen, den GF11 (mit dem Zusatz 11, da sie erwarteten, dass er 11 Gigaflops Leistung bringen würde). Die Entwicklung dauerte länger als erwartet und erst 1993 konnten Ergebnisse der Computer-QCD-Simulationen veröffentlicht werden. Sie konnten die experimentell beobachteten Massen einer Reihe von Hadronen (wie die von Proton und Neutron) bis auf 5 Prozent Genauigkeit mit ihren Gitterrechnungen reproduzieren. Sie fanden auch eine Glueballmasse von 1,7 GeV (für die niedrigste, skalare Anregung), übereinstimmend mit einer Resonanz, die 1982 am Brookhaven National Laboratory gefunden worden war. Damals gab es Kritik, da die Zerfallsrate in drei Paare Mesonenpaare unterschiedlich war (vorzugsweise in K-Mesonen) und Theoretiker gleiche Zerfallsraten erwarteten. Außerdem bezweifelten einige Theoretiker, dass Gluebälle stabil genug waren, um beobachtet werden zu können. Weingarten fand in seinen Simulationen eine ausreichende Lebensdauer und eine Asymmetrie des Zerfalls, wie er beobachtet worden war. Eine sichere experimentelle Bestätigung der Beobachtung von Gluebällen steht noch aus (2012). Die Experimente sind schwierig, da Gluebälle mit Mesonen mischen.
1997 erhielt er den Aneesur-Rahman-Preis. Er ist Fellow der American Physical Society.

## Schriften
- mit J. Sexton, A. Vaccarino Numerical evidence for the observation of a scalar glueball, Phys. Rev. Lett., 75, 1995, 4563
- mit Butler, Chen, Sexton, Vaccarino Hadron mass predictions for the valence approximation of lattice QCD, Physical Review Letters, Band 70, 1993, 2849
- Quark Physik mit dem Supercomputer, Spektrum der Wissenschaft, April 1996
- Mass inequalities for QCD, Physical Review Letters, Band 51, 1983, S. 2351
- Masses and decay constants in lattice QCD, Nuclear Physics B, Band 215, 1983, S. 1–22
- Monte Carlo evaluation of hadron masses in Lattice Gauge Theory with fermions, Physics Letters B, Band 109, 1981, S. 57